# 닉키 마틴
닉키 마틴(Nikki Martin, 1985년 ~ )은 미국의 배우, 셰프, 텔레비전 배우, 영화배우이다.
웨스트할리우드에서 태어났다.

## 영화
- 크레이들 투 그레이브 (2003년)
- 소로리티 보이즈 (2002년)